# コルサーノ
コルサーノ（イタリア語: Corsano）は、イタリア共和国プッリャ州レッチェ県にある、人口約5,400人の基礎自治体（コムーネ）。

## 地理

### 位置・広がり

#### 隣接コムーネ
隣接するコムーネは以下の通り。
- アレッサーノ
- ティッジャーノ